# Saint-Hippolyte (Pireneje Wschodnie)
Saint-Hippolyte – miejscowość i gmina we Francji, w regionie Oksytania, w departamencie Pireneje Wschodnie.
Według danych na rok 1990 gminę zamieszkiwało 1616 osób, a gęstość zaludnienia wynosiła 110 osób/km² (wśród 1545 gmin Langwedocji-Roussillon Saint-Hippolyte plasuje się na 234. miejscu pod względem liczby ludności, natomiast pod względem powierzchni na miejscu 541.). 

## Zabytki
Zabytki na terenie gminy posiadające status monument historique:
- zamek w Saint-Hippolyte (Château de Saint-Hippolyte)
- kolumna milowa (Colonne milliaire de Saint-Hippolyte)